# Isaac Haffner
Pour les articles homonymes, voir Haffner.
Isaac Haffner, né le 4 décembre 1751 à Strasbourg et mort le 27 mai 1831 dans la même ville, est un théologien luthérien libéral.

## Biographie
Fils d'Isaac Haffner, huissier, et de Suzanne-Catherine Graffenauer, Isaac Haffner est né le 4 décembre 1751 à Strasbourg. Il fait ses études au gymnase Jean-Sturm, puis à l'Université de Strasbourg de 1766 à 1776, où il étudie les lettres et la théologie. Il voyage en Allemagne (à Göttingen et à Leipzig), où il est fortement influencé par le prédicateur rationaliste Georg Joachim Zollikofer. Il se rend ensuite à Paris (1779), afin de se familiariser avec la langue française.
À partir de 1780, il se consacre à sa carrière ecclésiastique, qu'il réussit brillamment, étant donné que la même année, il devient vicaire, puis prédicateur à l'église Saint-Nicolas de Strasbourg. Dès 1782, il dirige également le collège Saint-Guillaume. Son investissement dans ces activités religieuses ne l'empêche pas de continuer parallèlement ses études : il obtient successivement un doctorat en philosophie (1782), puis en théologie (1784). En 1788, il est nommé Freiprediger (prédicateur libre) et professeur à la Faculté de théologie protestante, où il enseigne à la fois le Nouveau Testament, la dogmatique et l'histoire des dogmes.
En 1789, Isaac Haffner est tout d'abord favorable aux réformes proclamées par la Révolution, comme la plupart de l'élite intellectuelle protestante qui recherche la reconnaissance officielle du culte protestant. Cependant, il se rebelle durant la vague de déchristianisation et est déclaré suspect par les Jacobins. Il est finalement incarcéré le 23 novembre 1793 au Grand séminaire avec d'autres théologiens, dont son ami Jean Laurent Blessig. Son courage lui vaut un réel prestige par la suite. Dès 1795, il reprend ses activités paroissiales et élabore un plan (plan Haffner) afin de réorganiser les églises d'Alsace. Toutefois, ce plan divise les intellectuels protestants, notamment lorsqu'il fallut appliquer les Articles organiques de 1802.
Durant l'Empire et la Restauration, il continue sa carrière ecclésiastique et universitaire : il devient professeur à l'Académie protestante lors de sa création (1803), puis le premier inspecteur de l'inspection Saint-Thomas (1804), il succède à Blessig au Directoire de l'Église de la Confession d'Augsbourg (1816) et est nommé doyen de la Faculté de théologie lors de sa reconstitution (1819).
Il est président de la Société biblique.
Il laisse à sa mort en 1831 une bibliothèque de 30 000 volumes, souvent annotés à la main, dans laquelle on retrouve aussi bien de la philosophie, de la théologie, de la géographie, de l'histoire, de la littérature (des romans, de la poésie, de la rhétorique) et quelques ouvrages de sciences (même magiques). Isaac Haffner est donc un bibliophile curieux qui a su, selon l'avant-propos du catalogue de vente de la bibliothèque, tirer parti de la vente des biens de l'Église catholique durant la Révolution et de sa correspondance avec des antiquaires allemands et français.

## Œuvres
- (de) Ueber die neu projectirte Organisation der protestantischen Kirche, [Straßburg], [1790]
- De l'éducation littéraire. Essai sur l'organisation d'un établissement pour les hautes sciences, Strasbourg, Libr. Académique, 1792
- (de) Festpredigten, Straßburg, A. König, 1801 - (témoignages de sa foi en prison)
- Des secours que l'étude des langues, de l'histoire, de la philosophie, et de la littérature offrent à la théologie, Strasbourg, A. Koenig, 1804

Les autres écrits imprimés d'Isaac Haffner sont des recueils de sermons, comme Predigten und Homilien paru en deux volumes en 1823 et 1826.
Ses notes prises en prison durant la Terreur ont été publiées par Anne-Louise Salomon dans Wofür ich Gott danke en 1924.

## Hommages

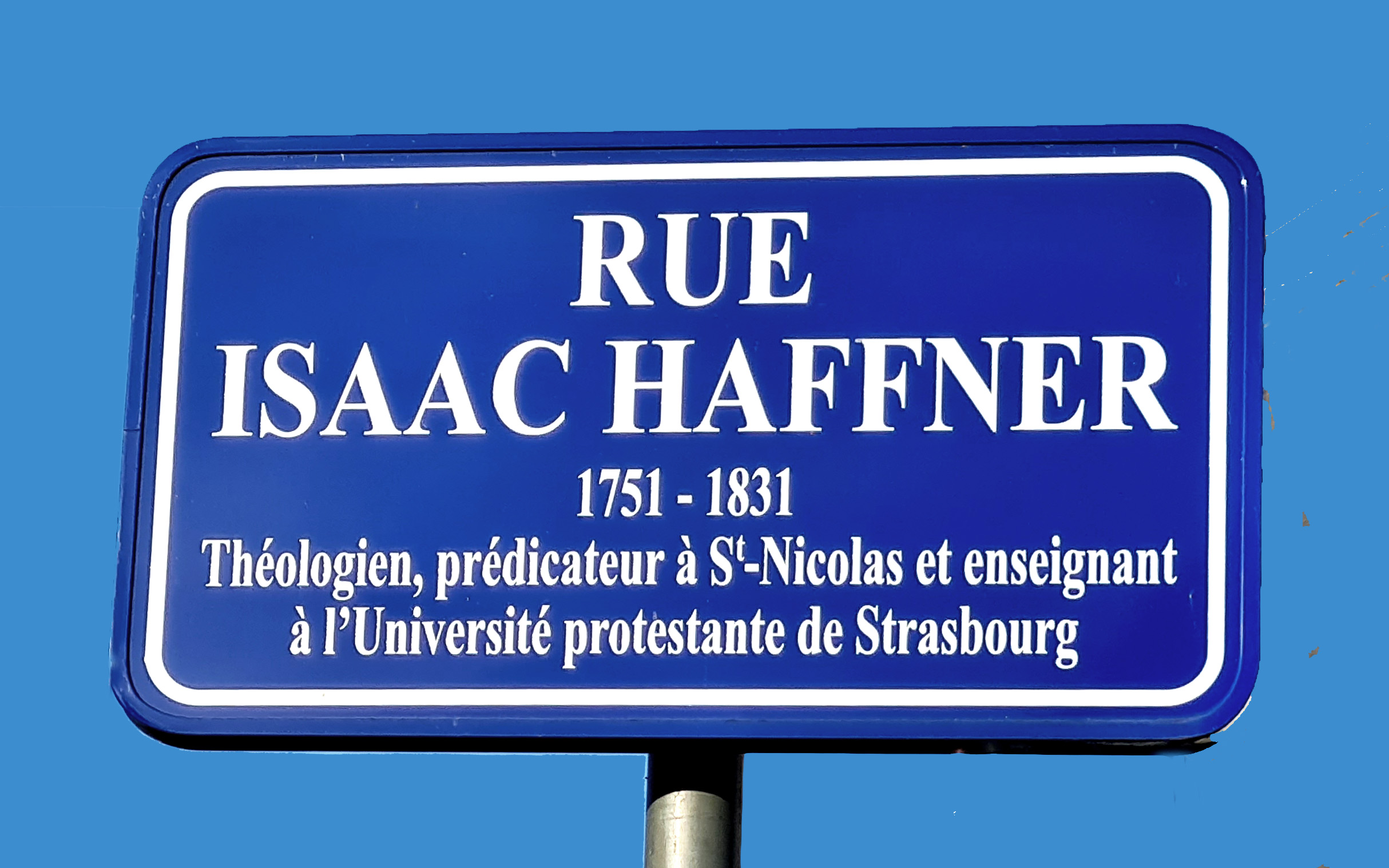
Plaque de rue à la Robertsau.

Une rue porte son nom à Strasbourg, dans le quartier de la Robertsau.
Isaac Haffner est également le sujet de nombreux discours jusqu'à ce jour, ce qui prouve l'étendue de sa renommée dans certains milieux protestants. Outre les témoignages abondants qu'il y eut au cinquantenaire de son ministère en 1830, on peut citer le discours du pasteur Gérold du 25 avril 1910 à propos de l'église Saint-Nicolas:
« Esprit fin et vigoureux à la fois, nourri des chefs-d'œuvre de l'antiquité et formé à l'école des classiques français et allemands, il contribua puissamment à dépouiller l'éloquence de la chaire de la raideur dogmatique et du mauvais goût, de la phraséologie nuageuse et des banalités sonores qui la déparaient jusque-là. Ses sermons, remarquables par la profondeur de la pensée, la puissance du raisonnement, l'abondance des idées, et par la solidité et l'ampleur de la forme, attirèrent pendant des années un public nombreux et appartenant aux différentes tendances religieuses. Haffner était universellement estimé, non seulement pour sa science et son talent, mais pour son caractère. Il avait, en effet, montré une courageuse fermeté sous la Terreur, où son refus d'abjurer la foi chrétienne lui avait valu un emprisonnement de plusieurs mois, partagé avec son ami Blessig et d'autres collègues dans le ministère. L'influence qu'il exerça à la faculté de théologie et dans les conseils de l'Eglise fut considérable et salutaire. »